# 디지털 신호
디지털 신호(영어: digital signal, 문화어: 수자신호)는 데이터를 일련의 이산 값들로 표현하기 위해 사용되는 신호로서, 무한한 단계들의 비연속적인 파형으로 정의할 수 있다.

## 이산 시간 신호
디지털 신호는 이산 시간 신호를 디지털로 표현한 것이며, 아날로그 신호로부터 나온 것이 많다.
아날로그 신호는 연속적으로 변화하는 것이다. 예시로는 어느 지점의 기온, 연못이 있는 지점의 수심, 회로의 전압 등을 들 수 있다. 이것들은 시간을 가로축, 신호의 값을 세로축으로 한 직교좌표로 그릴 수 있는 일종의 수학 함수이다. 이산 시간 신호는 이러한 아날로그 신호의 표본을 가져온 것이며, 일정 간격(이를테면, 1마이크로초마다)으로 수치를 가져온다.

## 디지털 시스템 파형

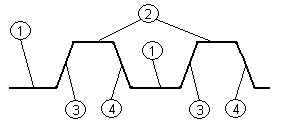
디지털 신호:
1) 낮은 수준
2) 높은 수준
3) 올라가는 가장자리
4) 떨어지는 가장자리

컴퓨터 아키텍처와 다른 디지털 시스템에서, 2개의 불리언 자료형 값 (0, 1)을 표현하는 파형은 디지털 신호로 일컫는다. 아날로그 전압 파형이라고 할지라도 디지털 신호라고 부르는데, 두 개의 신호로 해석되기 때문이다.
클러거 신호는 디지털 회로를 동기화하는 데에 쓰이는 특별한 디지털 신호이다. 오른쪽 그림은 클럭 신호의 파형을 나타낸 것이다. 논리적 변화는 가장자리가 올라가거나 내려감에 따라 발생한다.

## 같이 보기
- 디지털 신호 처리
  - 디지털 화상 처리
- 표본화 정리
- 아날로그 신호
- 디지털 회로
- Digicipher 2 - 디지털 신호 압축 표준.